# Головня, Александр Егорович
Александр Егорович Головня (род. 27 октября 1998, Москва) — российский футболист, защитник клуба «Спартак» (Тамбов).

## Биография
Начал заниматься футболом в пять лет. Обучался в академии «Динамо» Москва, в 2015 году был в «Торпедо».
В 2016 году перешёл в московский «Солярис». В июле — сентябре выступал за молодёжную команду в третьем дивизионе, в октябре — ноябре провёл шесть игр в первенстве ПФЛ.
В 2017 году перешёл в «Строгино», за который сыграл шесть матчей в сезоне 2016/17 и два — в начале сезона 2017/18.
31 августа 2017 перешёл в клуб ФНЛ «Тюмень», который тренировал бывший тренер «Соляриса» Владимир Маминов. Провёл за команду два матча в сентябре — в первенстве и Кубке России — и в январе 2018 года вернулся в «Строгино».
Перед сезоном 2019/20 перешёл в клуб ФНЛ «Родина» Москва. В августе 2020 был отдан в годичную аренду в команду Премьер-лиги «Тамбов», за которую дебютировал 22 августа в гостевом матче четвёртого тура против «Зенита» (1:4) — вышел на замену на 73-й минуте.
8 июля 2022 года стал игроком раменского Сатурна, за который дебютировал 16 июля в домашнем матче первого тура против «Калуги». Уже в следующей игре — против подмосковных «Химок-М» — забил свой первый мяч в составе новой команды.